# Katharina Kowalewski

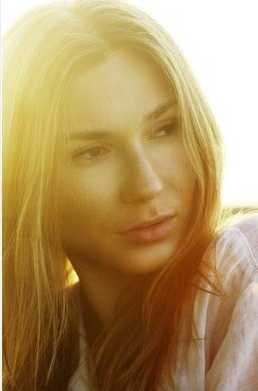
Katharina Kowalewski

Katharina Kowalewski (* 1981) ist eine Schauspielerin und Regisseurin mit deutschen, polnischen, ukrainischen und kanadischen Wurzeln. 

## Leben und Karriere
Seit 2008 ist Katharina Kowalewski in nationalen und internationalen Kino- und Fernsehproduktionen zu sehen. So spielte sie ab 2012 mehrmals in der deutschen TV-Serie SOKO Stuttgart und war im Frühjahr 2013 im US-Drama  Joy de V. neben Claudia Cardinale zu sehen. 2014 spielt sie in dem Film Arletty an der Seite von Laetitia Casta.
Neben ihrer Schauspielkarriere schreibt Katharina Kowalewski eigene Drehbücher und ist als Regisseurin tätig. 2012 wurde ihr Kurzfilm und Regiedebüt Hotel Amour in Hof aufgeführt. Katharina hat zudem die Agentur KO.FASHION gegründet, mit der sie Unternehmen zu ihrer Online-Strategie berät. 
Zudem ist Katharina Kowalewski als Moderatorin tätig. 2013 führte sie durch den Designer for tomorrow Award mit Stella McCartney. 
Katharina Kowalewski lebt derzeit in Paris und Berlin und spricht fließend Deutsch, Englisch, Französisch und Polnisch.

## Filmografie

### Schauspiel
- 2010: Hotel Amour
- 2011: Shanghai Belle
- 2011: Le client
- 2011: Sweet Focus
- 2012: Comme des frères
- 2012: Hanging in the Sun
- 2012: SOKO Stuttgart: In Vino Veritas
- 2013: Kriegskind
- 2013: Joy de V.
- 2014: Arletty
- 2014: SOKO Stuttgart: Zirkus Fratinelli
- 2016: Polizeiruf 110: Im Schatten (AT)
- 2016: Mann im Spagat: Pace, Cowboy, Pace
- 2018: The 5th Quarter: Fetus Jones

### Produktion
- 2010: Hotel Amour
- 2011: Sweet Focus
- 2012: Hanging in the Sun
- 2012: To Be Honest

### Regie
- 2010: Hotel Amour
- 2010: Purple Suicide
- 2011: Sweet Focus
- 2012: Hanging in the Sun